# 弗罗马格尔区

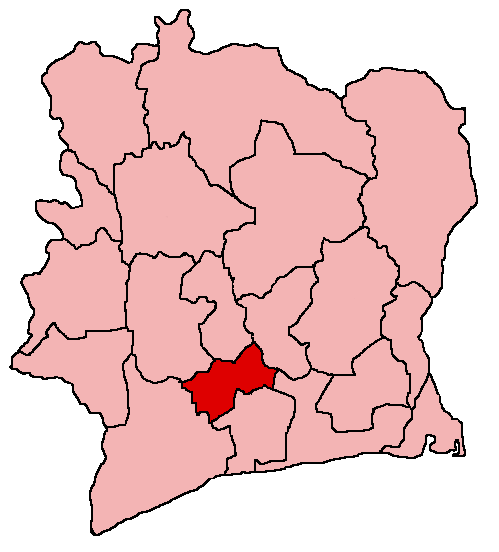
弗罗马格尔区

弗罗马格尔区（法語：Région du Fromager）是2000至2011年间科特迪瓦19个一级行政区之一，分拆自马拉韦区，首府加尼奥阿（Gagnoa）。
面积6,900平方公里，2000年人口604,800人。
区有2个省：
- 加尼奥阿省
- 乌梅省